# 卡德蒙

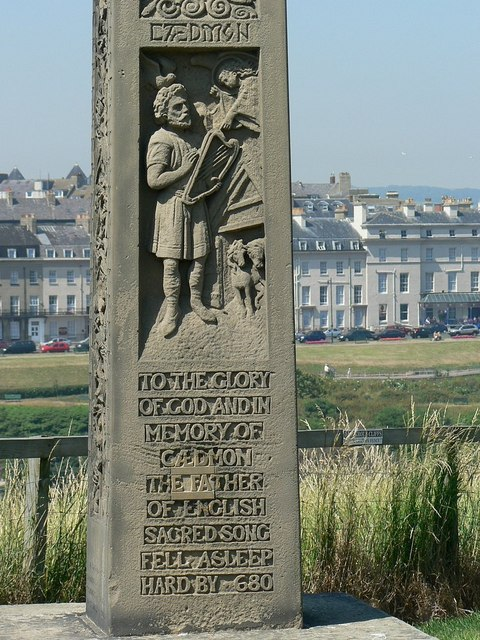
位於惠特比的卡德蒙紀念碑

卡德蒙（Cædmon，约 657–684 年）是已知最早留下名字的英国诗人。 他也是一名來自諾森布里亞王國的牧牛人。 他被東正教、罗马天主教和英国圣公会視为圣人，瞻礼日为2月11日。  他用古英语創作了一些基督教詩歌。